# Alfonso Negro
Alfonso Negro (Nova Iorque, 5 de julho de 1915 - Florença, 7 de novembro de 1984) foi um futebolista e médico ítalo-americano.

## Biografia
Possuindo origens italianas, acredita-se ter sido o primeiro  norte-americano a ter jogado na Itália, sobretudo na Série A.
Nascido no Brooklyn, Nova York, Negro começou sua carreira na Série C pelo Angri, com apenas 15 anos de idade. Posteriormente, mudou-se para o Catanzaro, na Série B. Atuando por este clube, foi convocado pela Seleção Italiana para um jogo contra a Hungria.
Em 1934, transferiu-se para a Fiorentina na Serie A. Na mesma época, outros três jogadores Americanos - Armando Frigo, Alfio Argentieri e Umberto Piccolo - foram jogar na Itália, mas apenas Armando Frigo jogou na primeira divisão. Alfonso Negro jogou 51 vezes pela Fiorentina e marcou cinco gols, antes de ser transferido para o Napoli em 1938, onde disputou 25 jogos e marcou três gols.
Foi selecionado para jogar pela Itália nos Jogos Olímpicos de Verão de 1936. Durante os jogos de Berlim, apenas participou de um jogo: a semifinal contra a Noruega, que a Itália venceu por dois a um. Negro marcou o primeiro gol, em plena Alemanha Nazista, seu único gol neste torneio, deixando sua marca na história do futebol mundial. Após derrotar a Áustria na final, a equipe italiana seria campeã olímpica.
Ele também entrou para a universidade onde jogou na sua equipe escolar. Além de jogar futebol, graduou-se em medicina e cirurgia na Universidade de Florença e durante a Segunda Guerra Mundial serviu como oficial-médico na Grécia. Após a guerra, tornou-se especialista em obstetrícia e ginecologia, além de professor.
Morreu em Florença em 7 de novembro de 1984.